# Castro de Centroña
El castro de Centroña o de Os Castros es un poblado castreño situado en Castrelo, en Centroña (Puentedeume), en lo alto de una pequeña colina.
También se lo conoce como Perbes o Castrelo.
Consta de un recinto principal elíptico, amurallado y rodeado a su vez por un antecastro en los lados norte y oeste. Está rodeado, en su totalidad, por un importante sistema de terrazas. El eje principal mide 110 metros y el eje menor 90 metros.
En 1912 se encontró un torque de oro que se conserva en el Museo Provincial de Lugo. El historiador y geógrafo Pomponio Mela en el año 44 identifica este castro con la ciudad ártabra de Ardóbrica. 

### Otros artículos
- Castros de Galicia
- Cultura castreña
- Golfo Ártabro

- Datos: Q20551362